# Henderson (Teksas)
Henderson – miasto w Stanach Zjednoczonych, w stanie Teksas, w hrabstwie Rusk. W 2005 roku liczyło 11 727 mieszkańców.